# 伊沃尼奇-茲德魯伊

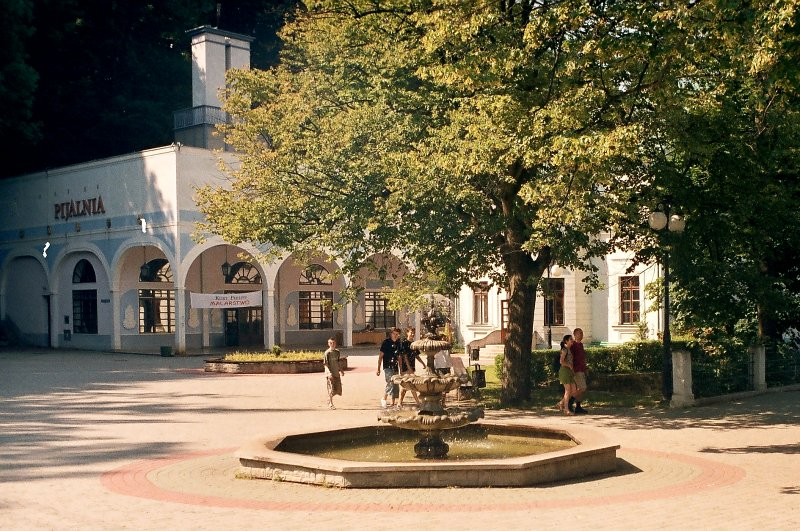

伊沃尼奇-茲德魯伊是波蘭的城鎮，位於該國東南部，距離與斯洛伐克接壤邊境約20公里，由喀爾巴阡山省負責管轄，面積5.82平方公里，海拔高度410米，2007年人口1,900。
49°34′24″N 21°47′37″E / 49.57333°N 21.79361°E